# Internaționala Socialistă
Internaționala Socialistă a fost creată în anul 1951, la Conferința de la Frankfurt pe Main (30 iunie - 3 iulie) și reunește 143 de partide socialiste, social-democrate, laburiste, precum și organizații regionale de pe toate continentele. 
Sediul Internaționalei Socialiste se află la Londra. 
Cel mai înalt corp al Internaționalei Socialiste este congresul, care se desfășoară o dată la trei ani. În intervalele dintre congrese, activitățile sale sunt conduse de Consiliu, convocate de două ori pe an.
Între 2006 și 2022 a fost ales ca președinte, politicianul grec, Giorgos Andreas Papandreou. 
Din 2013, în paralel cu Internaționala Socialistă, există Alianța Progresistă, care adesea include aceleași părți.